# Pierre Goubie
 (mai 2025).
Motif : Les seules source sont une coupure de presse (entretien) et une source primaire (base de donnée)
- Archive Wikiwix
- Bing
- Cairn
- DuckDuckGo
- E. Universalis
- Gallica
- Google
- G. Books
- G. News
- G. Scholar
- Persée
- Qwant
- (zh) Baidu
- (ru) Yandex
- (wd) trouver des œuvres sur Wikidata

| 1. | Préciser le motif de la pose du bandeau. | Précisez le motif de la pose du bandeau en utilisant la syntaxe suivante : {{admissibilité à vérifier\|date=juillet 2025\|motif=remplacez ce texte par le motif}}                  |
| 2. | Informer les utilisateurs concernés.     | Pensez à avertir le créateur de l'article, par exemple, en insérant le code ci-dessous sur sa page de discussion : {{subst:avertissement admissibilité à vérifier\|Pierre Goubie}} |

Pierre-Emile Goubie, dit Pierre Goubie, né le 28 février 1879 à Paris et mort le 7 août 1951, est un avocat et homme politique français.

## Biographie
Né en 1879 à Paris, Pierre Goubie réalise se scolarité à l'École Monge puis entame des études de droit. Une fois diplômé de l'Écoles supérieures de commerce et devenu avocat à la Cour d'appel de Paris le 21 octobre 1903, il se présente aux élections de 1906 comme candidat "Républicain-patriote" dans le 19e arrondissement de Paris. Très jeune, sa campagne improvisée est soutenue par le journal La Patrie dans lequel il va exposer son programme. Il souhaite en effet lutter contre la Franc-maçonnerie, l'Internationalisme et la "lourde utopie allemande du collectivisme et (de) la tyrannie de l'État maître de tout et propriétaire de tous." Il n'est finalement pas élu et continue sa carrière politique en devenant successivement conseiller général de l'Orne puis maire de la ville de Saint-André-de-Briouze de 1926 à 1940.